# Alpine A525
De Alpine A525 is een Formule 1-auto die gebruikt wordt door het Formule 1-team van Alpine in het seizoen 2025. De auto is de opvolger van de A524. De A525 rijdt met een motor van Renault en werd onthuld op 18 februari 2025 in de O2 Arena in Londen. De A525 wordt bestuurd door Pierre Gasly die aan zijn derde seizoen voor Alpine gaat beginnen en Jack Doohan die voor het eerst een volledig Formule 1-seizoen zal rijden. Op 7 mei werd bekendgemaakt dat Jack Doohan zal vanaf de GP van Emilia-Romagna voor tenminste vijf races vervangen worden door Franco Colapinto.

## Resultaten
| Kleur   | Resultaat                       |
| ------- | ------------------------------- |
| Goud    | Winnaar                         |
| Zilver  | Tweede plaats                   |
| Brons   | Derde plaats                    |
| Groen   | Gefinisht (punten behaald)      |
| Blauw   | Gefinisht (geen punten behaald) |
| Blauw   | Niet geklasseerd (NC)           |
| Paars   | Uitgevallen (DNF)               |
| Rood    | Niet gekwalificeerd (DNQ)       |
| Zwart   | Gediskwalificeerd (DSQ)         |
| Wit     | Niet gestart (DNS)              |
| Blanco  | Gewond (INJ)                    |
| Blanco  | Uitgesloten (EX)                |
| Blanco  | Teruggetrokken (WD)             |
| Blanco  | Niet deelgenomen                |
| 1, 2, 3 | Sprint positie (punten behaald) |
| P       | Poleposition                    |
| S       | Snelste ronde                   |

| Jaar | Chassis en banden | Motor               | Coureurs         | 1   | 2   | 3   | 4   | 5   | 6   | 7   | 8   | 9   | 10  | 11  | 12  | 13  | 14  | 15  | 16  | 17  | 18  | 19  | 20  | 21  | 22  | 23  | 24  | Punten | WK-plaats |
| ---- | ----------------- | ------------------- | ---------------- | --- | --- | --- | --- | --- | --- | --- | --- | --- | --- | --- | --- | --- | --- | --- | --- | --- | --- | --- | --- | --- | --- | --- | --- | ------ | --------- |
| 2025 | Alpine A525 P     | Renault E-Tech RE25 |                  | AUS | CHN | JPN | BHR | SAR | MIA | EMI | MON | SPA | CAN | OOS | GBR | BEL | HON | NED | ITA | AZE | SIN | VST | MXS | SAP | LSV | QAT | ABU | 20 *   | 10 *      |
| 2025 | Alpine A525 P     | Renault E-Tech RE25 | Pierre Gasly     | 11  | DSQ | 13  | 7   | DNF | 813 | 13  | DNF | 8   | 15  | 13  | 6   | 10  | 19  |     |     |     |     |     |     |     |     |     |     | 20 *   | 10 *      |
| 2025 | Alpine A525 P     | Renault E-Tech RE25 | Jack Doohan      | DNF | 13  | 15  | 14  | 17  | DNF |     |     |     |     |     |     |     |     |     |     |     |     |     |     |     |     |     |     | 20 *   | 10 *      |
| 2025 | Alpine A525 P     | Renault E-Tech RE25 | Franco Colapinto |     |     |     |     |     |     | 16  | 13  | 15  | 13  | 15  | DNS | 19  | 18  |     |     |     |     |     |     |     |     |     |     | 20 *   | 10 *      |

* Seizoen loopt nog.